# Vini peruviana
Il lorichetto blu (Vini peruviana (Müller, 1776)) è un uccello della famiglia degli Psittaculidi.

## Distribuzione
Fino al 1919 era presente su migliaia di piccoli atolli che formano le isole di Cook meridionali, le isole della Società e le isole di Tuamotu, in Polinesia. Attualmente vive solo sulle isole Ua Pou, Nuku Hiva e Ua Huca, nell'arcipelago delle Marchesi, nella Polinesia francese. Le 250 coppie che nel 1975 erano presenti su Ua Pou hanno subito in 25 anni un declino di oltre il 50%. I pochissimi individui rimasti in natura sono a grave rischio di estinzione a causa dei gatti e dei ratti introdotti dall'uomo.

## Descrizione
Pappagallino di taglia intorno ai 18 cm, ha colorazione blu malva con riflessi argentati; guance, mento e petto sono bianco ghiaccio. Gli immaturi hanno becco e iride scuri.

## Biologia
Il suo habitat è rappresentato dalle foreste di pianura e di montagna, dove predilige restare al riparo tra il fitto degli alberi. Timido e riservato, si muove a coppie o in piccoli gruppi di poche unità. Allestisce il nido nelle cavità degli alberi e delle palme, dove la femmina depone due uova. Entrambi i genitori si occupano della cova per 21 giorni, anche se il maschio si limita a stare sulle uova quando la femmina esce dal nido per le sue necessità fisiologiche. I giovani lasciano il nido a 8 settimane circa.

## Nella cultura di massa
Nel manga e anime Mew Mew - Amiche vincenti la co-protagonista Mint Aizawa (Mina in italiano) mescola il suo DNA con quello del lorichetto blu, acquisendone tutte le sue caratteristiche e potendo così trasformarsi in una specie di lorichetto umano.